# Sanxingdui

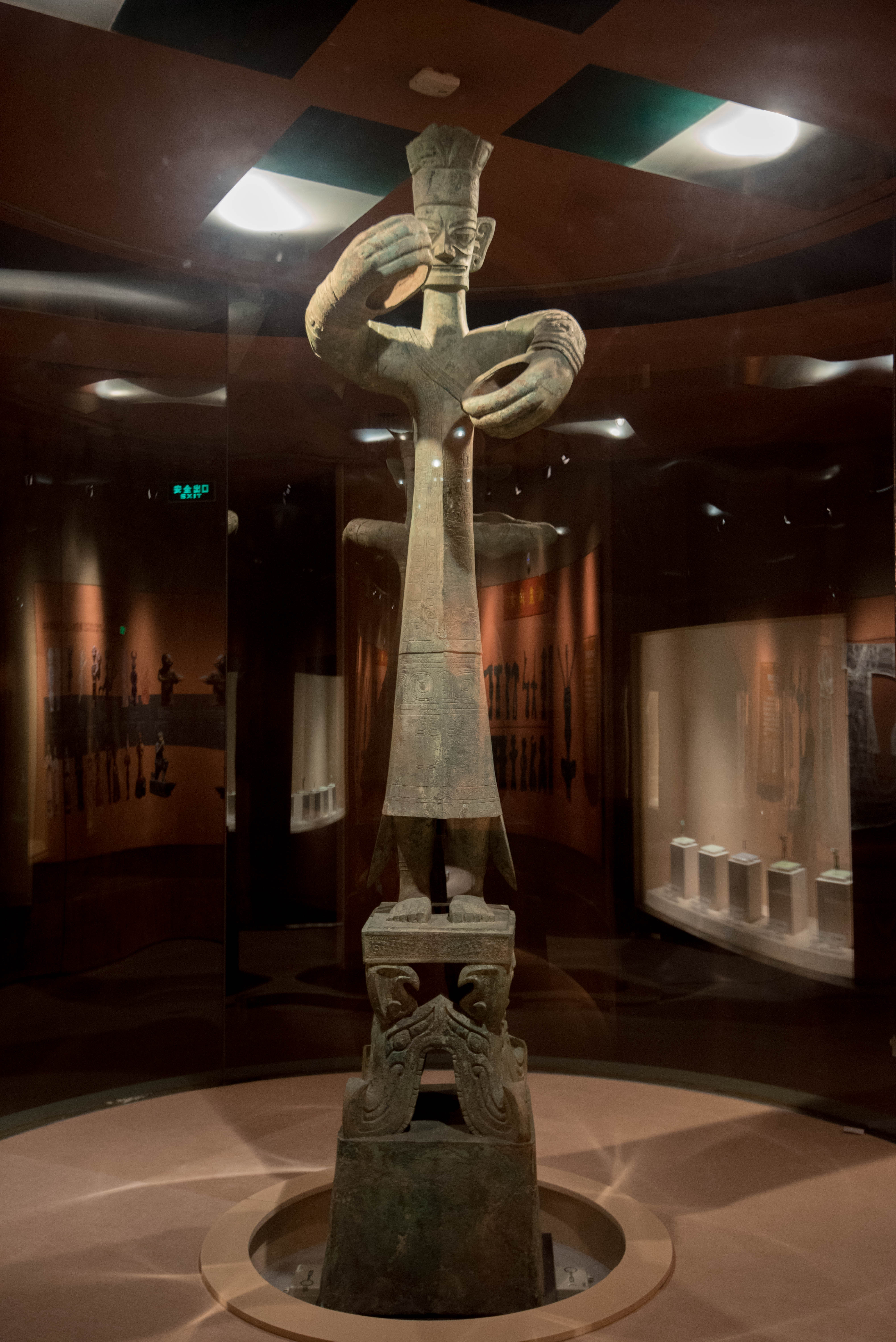
Figura de bronce que representa a un sumo sacerdote.

Sanxingdui (en chino tradicional y simplificado, 三星堆; pinyin, Sānxīngduī; literalmente, ‘conjunto de tres estrellas’) es el nombre de un yacimiento arqueológico en la ciudad sichuanesa de Guanghan, China, y se ha considerado que es el yacimiento de una ciudad del antiguo reino Shu. Esta cultura de la Edad de Bronce antes desconocida fue redescubierta en 1987 cuando arqueólogos sacaron a la luz piezas arqueológicas que el carbono-14 situaba en los siglos XI y XII a. C. No habiendo dejado rastro en la memoria histórica, ni siquiera en mitos, la cultura desconocida que produjo estas piezas es ahora conocida como "cultura de Sanxingdui". El museo que alberga estos objetos se encuentra cerca de la ciudad de Guanghan.

## Ubicación
Coordenadas: Latitud 30°57'20.53"N; Longitud:104°19'16.38"E de Guanghan.
El yacimiento arqueológico de Sanxingdui está situado a unos 40 km en el noreste de Chengdu, en Sichuan, a 10 km al este de la ciudad de Guanghan, pero a 50 km de la ciudad de los tesoros.

## Descubrimiento

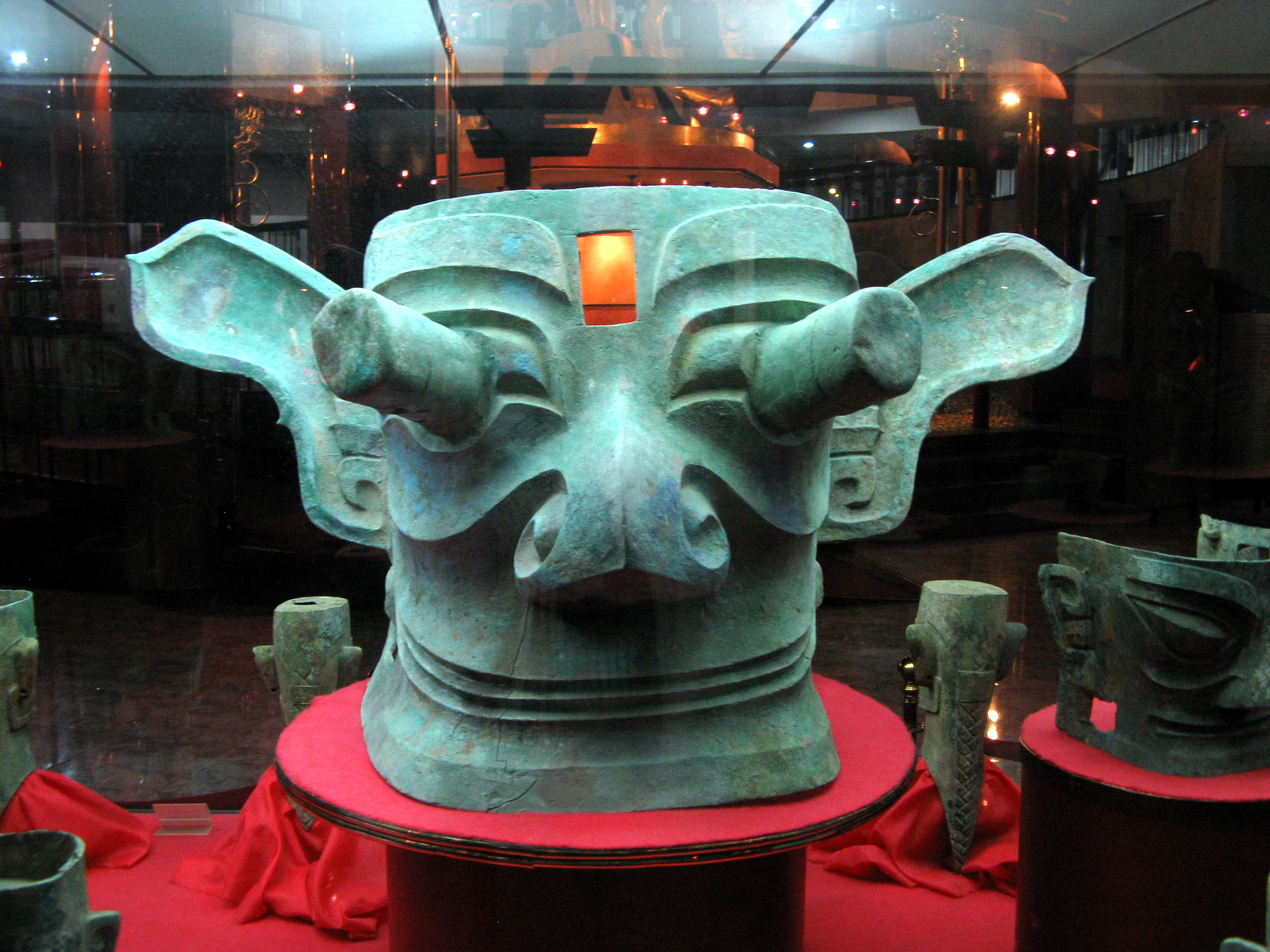
Cabeza de bronce de Sanxingdui, con las características orejas y cejas grandes y las ojos salientes.

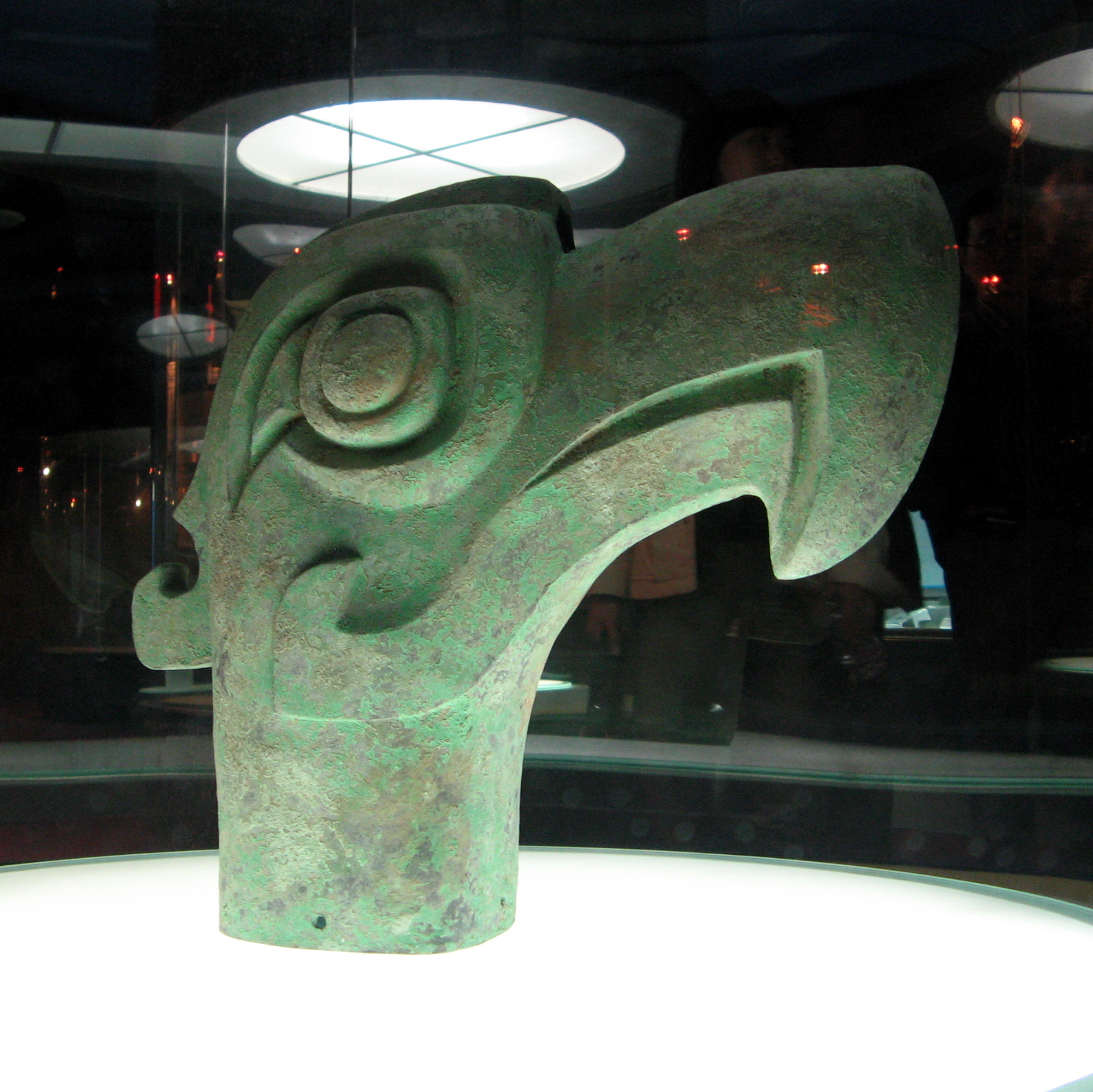
Cabeza de águila de bronce de Sanxingdui.

La evidencia de una cultura antigua en esta región se encontró por primera vez en 1927, cuando un campesino con recursos desenterró un gran alijo de reliquias de jade mientras dragaba una zanja de riego, muchas de las cuales se abrieron paso a través de los años en manos de coleccionistas privados. En 1931, el descubrimiento llamó la atención de Vyvyan Donnithorne, un misionero anglicano destinado a la iglesia del Evangelio de Guanghan (entonces conocida como Hanchow). Reconoció la importancia del descubrimiento y se puso en contacto con un magistrado local, así como con Daniel Sheets Dye, catedrático de geología en la Universidad de la Unión de China Occidental (UUCO). Los tres visitaron el sitio y lo fotografiaron y midieron. A través del magistrado, se adquirieron algunos artículos y se enviaron al museo de UUCO. Luego, en 1934, David Crockett Graham, el nuevo director del museo de UUCO, organizó la primera excavación arqueológica del sitio.
En 1986, cuando varios trabajadores locales encontraron, por casualidad, una fosa de sacrificios que contenía miles de objetos de oro, bronce, jade y de cerámica que habían sido rotos (quizá ritualmente desfigurados), quemados y cuidadosamente enterrados. Los investigadores quedaron sorprendidos al descubrir un estilo artístico que era completamente desconocido en la historia del arte de China, cuyos fundamentos habían sido la historia y piezas de las civilizaciones del río Amarillo.

## Fundición del bronce
Esta cultura antigua había desarrollado considerablemente la tecnología de fundición del bronce, añadiendo plomo en combinación con cobre y estaño, con el objeto de crear un material más resistente para objetos mucho más grandes y pesados; por ejemplo, la estatua de pie, de tamaño natural, más antigua del mundo (260 cm de altura y 180 kilogramos), y un árbol con pájaros, flores y adornos (396 cm), que algunos han identificado como representaciones del árbol fusang de la mitología china. Los hallazgos más llamativos fueron grandes máscaras y cabezas de bronce (con máscaras cubiertas de láminas de oro) representadas con rasgos humanos angulosos y ojos oblicuos enormes, algunos con pupilas oculares salientes y grandes orejas. A partir del diseño de estas cabezas, los arqueólogos creen que se colocaban encima de soportes de madera tótemes, quizá cubiertos de ropa. Otros objetos de bronce incluyen pájaros con picos semejantes a los de águilas, tigres, una gran serpiente, máscaras zoomórficas, campanas y lo que parece ser una rueda de rayos de bronce, pero que probablemente era decoración de un escudo. Además del bronce, los hallazgos de Sanxingdui incluyen objetos de jade propios de las primeras culturas del neolítico chino, por ejemplo cong y zhang.

## Cosmología

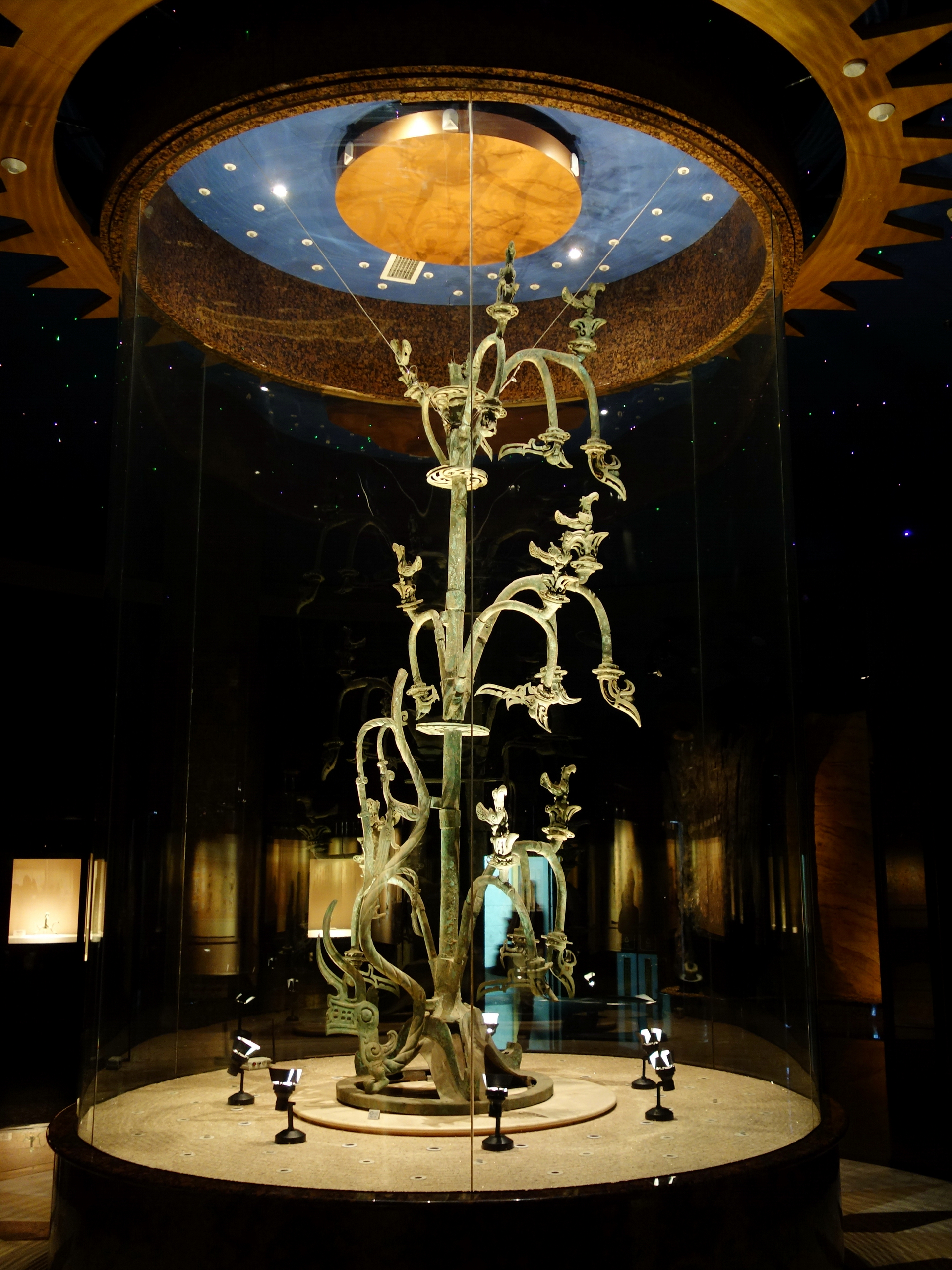
Árbol de bronce (396 cm)

Retrocediendo a la época neolítica, los chinos identificaban cada uno de los cuatro cuadrantes del cielo con animales: el pájaro, con el sur; el tigre, con el oeste; el dragón, con el este y la tortuga/serpiente, con el norte. Cada uno de estos puntos estaba asociado a una constelación que era visible en alguna estación del año: el dragón, en primavera; el pájaro, en verano; etc. Curiosamente, estos son los cuatro animales que predominan en los hallazgos de Sanxingdui (pájaros, dragones, serpientes y tigres), lo que conduce a la teoría por la cual estos bronces representan el universo. No está claro si forman parte de acontecimientos rituales diseñados para comunicarse con los espíritus del universo (o espíritus ancestrales). Dado que no quedan pruebas escritas, es difícil determinar los usos de los objetos hallados. Algunos creen que la constante representación de estos animales, sobre todo en el último período Han, fue un intento de los humanos para "adentrarse" en el conocimiento de su mundo. Los jades descubiertos en Sanxingdui también parecen estar relacionados con los seis tipos conocidos de jades rituales de la antigua China, cada uno asociado, también, con un punto cardinal (N, S, E, O), además del Cielo y la Tierra.
Todos los descubrimientos de Sanxingdui suscitaron interés académico, pero los bronces fueron los que más entusiasmaron. Task Rosen, del Museo Británico los consideró más importantes que los guerreros de terracota de Xi'an. Las primeras exposiciones de bronces de Sanxingdui tuvieron lugar en Pekín (1987, 1990) y el Museo Olímpico de Lausana (1993). Las exposiciones de Sanxingdui viajaron por todo el mundo, y los entradas se agotaban en todas partes; desde el Museo de artes Hybary en Múnich (1995), el Museo Nacional Suizo en Zúrich (1996), el Museo Británico en Londres (1996), el Museo Nacional de Dinamarca en Copenhague (1997), el Museo Guggenheim de Nueva York (1998), varios museos en Japón (1998), el Museo Palacio Nacional de Taipéi (1999), hasta el Museo de Civilizaciones de Asia de Singapur (2007). En 1997, el Museo de Sanxingdui abrió cerca del yacimiento original.

## Posible influencia
La cultura Sanxingdui fue una misteriosa civilización de la China meridional, en el reino Shu coincidiendo con la dinastía Shang. Si bien desarrollaron un método de trabajar el bronce diferente de los Shang, su cultura nunca quedó documentada por los historiadores chinos. Se cree que la cultura de Sanxingdui se divide en varias etapas. Tal vez la primera haya sido independiente, mientras que las últimas etapas se fusionaron con Ba, Chu, y otras culturas.
Además de Sanxingdui, otros descubrimientos arqueológicos en Sichuan incluyen las culturas Baodun y Jinsha, lo cual indica que las civilizaciones de China meridional llegan por lo menos a los 5000 años. Los restos de estas culturas independientes en diferentes regiones de China desafían la teoría tradicional por la que el río Amarillo fue la única "cuna de la civilización china".